# Unione Sportiva Trapanese 1910
Questa pagina raccoglie i dati riguardanti il Trapani Calcio nelle competizioni ufficiali della stagione 1910.

## Stagione
Nel 1910 l'attività del foot-ball s'intensifico' soprattutto per la nascita del l'Erice (altro neonato club agonista, 1º agosto 1909) ed in occasione del 50º Anniversario dello sbarco di Giuseppe Garibaldi a Marsala l'Unione Sportiva Trapanese e L'Erice F.C. vennero invitate per un incontro dimostrativo di foot-ball. Nello stesso anno le formazioni s'incontrarono altre due volte.

## Divise
Il colore sociale dell'Unione Sportiva Trapanese è il verde.
| Manica sinistra · Maglietta · Maglietta · Manica destra · Pantaloncini · Calzettoni |

## Rosa
| N. |                   | Ruolo | Calciatore       |
| -- | ----------------- | ----- | ---------------- |
|    | Italia (bandiera) | P     | Filippo Liparoti |
|    | Italia (bandiera) | -     | ?                |
|    | Italia (bandiera) | -     | ?                |
|    | Italia (bandiera) | -     | ?                |
|    | Italia (bandiera) | -     | ?                |
|    | Italia (bandiera) | -     | ?                |

| N. |                   | Ruolo | Calciatore         |
| -- | ----------------- | ----- | ------------------ |
|    | Italia (bandiera) | -     | ?                  |
|    | Italia (bandiera) | -     | Giacomo Pappalardo |
|    | Italia (bandiera) | -     | Martini            |
|    | Italia (bandiera) | -     | Carlo Citino       |
|    | Italia (bandiera) | A     | Antonino Tosto (C) |

## Competizioni

### 50º Anniversario dello sbarco di Garibaldi
| Marsala 11 maggio 1910 | Unione Sportiva Trapanese | ? – ? | Erice Foot Ball Club | Largo Marina |

### Amichevoli
| Trapani 17 aprile 1910 | Unione Sportiva Trapanese | 1 – 1 | Erice Foot Ball Club | Palestra di Via Spalti |

| Arbitro: | Giuseppe Carpitella |

|              |           |   |
| Carlo Citino | Marcatori | ? |